# Crocoxylon
Crocoxylon es un género de plantas con flores con tres especies pertenecientes a la familia Celastraceae.
Está considerado un sinónimo del género Elaeodendron Jacq.

## Especies seleccionadas
- Crocoxylon croceum
- Crocoxylon excelsum
- Crocoxylon transvaalense